# Кирил Гюлеметов (писател)
 Тази статия е за писателя.  За художника вижте Кирил Гюлеметов (художник).  
Кирил Константинов Гюлеметов е български поет, един от пионерите на пролетарската поезия у нас.

## Биография
Роден е в Брацигово, Пещерско, на 11 май (стар стил) 1883 година. Родът му произхожда от костурското село Омотско. Учи в Брацигово, в Стара Загора и в Лозаро-винарското училище в Плевен, след което става учител. В 1902 година преподава в пловдивското село Крушево, в 1903 - 1904 година в пазарджишкото село Хаджиево и в 1905 - 1907 година в родното си Брацигово.
Гюлеметов е читалищен и театрален деец и социалист по политически убеждения, един от първите разпространители на социалистическата просвета в Брацигово. От 1903 година Гюлеметов печата стихове. В 1905 година излиза и първата му стихосбирка „Зари, цветя и песни“. Редактор ръкописния вестник „Брациговски глас“ в 1903 година. На 16 октомври 1905 година сваля с бастуна си портрета на Фердинанд и го стъпква, заради което е уволнен. В 1908 година се установява в София, където започва работа като коректор в Държавната печатница и издава втората си стихосбирка „Съзерцания“ в 1909 година. Сътрудничи на „Народен живот“, „Нова мисъл“, „Българска сбирка“, „Илюстрация Светлина“, „Теменуга“ и „Жило“, като пише лирика, стихотворни сатири, стихотворения в проза и разкази. Гюлеметон зедно с Димитър Полянов и Васил Карагьозов въвежда в българската поезия образа на работника.
Участва в Балканската война като редник в 27-и пехотен чепински полк. Гюлеметов е намерен вкочанен на поста си при Булаир на 15 март 1913 година. Краката му са отрязани във военната болница на Узункюпрю, но той умира след два дена. В стихотворението си „Сън“ той пише: „Далеч от роден край в спотаена морава /сънувах, че лежа безчувствено студен“. В 1964 година творбите му са събрани в сборника „Изповеди“.